# سینمای لیتوانی

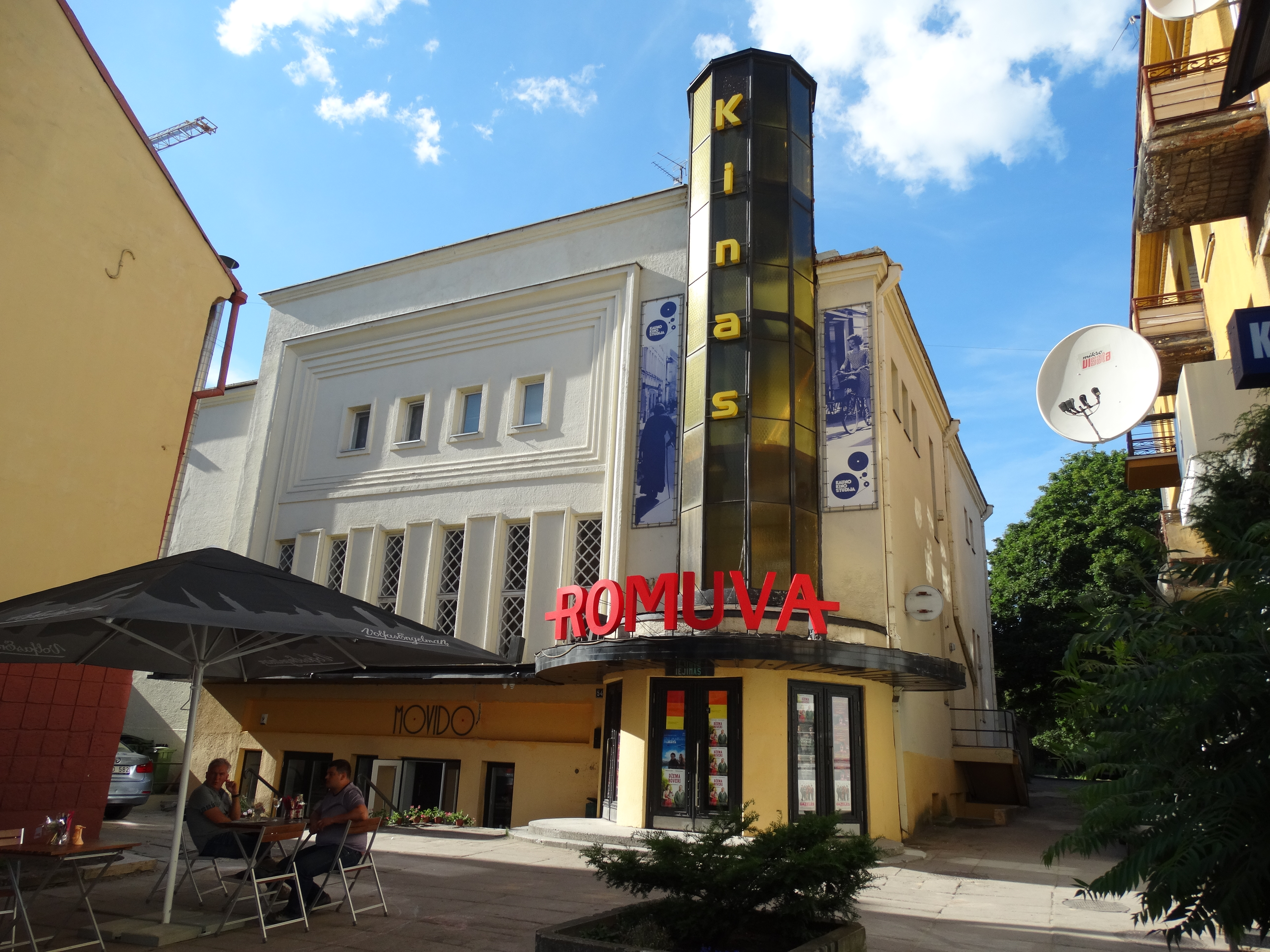
سینما رومووا قدیمی‌ترین سینمای لیتوانی

سینمای لیتوانی به صنعت فیلم در این کشور اشاره دارد. تاریخ سینما در لیتوانی به ۲ دوره پیدایش سینما تا قبل از استقلال این کشور از اتحاد جماهیر شوروی و پس از آن مربوط می‌شود. در ۱۱ مارس سال ۱۹۹۰، یک سال پیش از فروپاشی اتحاد جماهیر شوروی، لیتوانی نخستین جمهوری شوروی بود که اعلام استقلال کرد. لیتوانی یکی از سریع‌ترین رشدهای اقتصادی در اتحادیه اروپا را دارا بود. امروزه در فهرست شاخص توسعه انسانی سازمان ملل متحد، کشور لیتوانی در رده توسعه بسیار بالای انسانی قرار دارد. از این منظر در حال حاضر سینمای لیتوانی به لحاظ بدنه سینمایی، تولید فیلم مستقل و تولید فیلم مشترک با فاصله زیاد با دیگر کشورهای هم جوار خود قرار گرفته‌است؛ و دارای سینمایی پیشرواست.

## پیشینه
در تاریخ ۲۸ ژوئیه ۱۸۹۶، جلسه عکاسی زنده توماس ادیسون در سالن کنسرت‌های باغ گیاه‌شناسی دانشگاه ویلنیوس برگزار شد. بعد از یک سال، فیلم‌های مشابه آمریکایی با اضافه شدن ضبط‌های مخصوص گرامافون که صدا نیز فراهم می‌کردند، در دسترس بودند. اولین سالن‌های سینما در سال ۱۹۰۶ در لیتوانی افتتاح شد. در سال ۱۹۰۹، پیشگامان سینمای لیتوانیایی آنتاناس راشیشناس و لادیسلاو استارویچ اولین فیلم‌های خود را تولید کردند.
بین سال‌های ۱۹۰۹ تا ۱۹۳۰ اولین‌ها در سینمای لیتوانی رقم خورد. اولین فیلم کوتاه در سال ۱۹۰۹ توسط آنتاناس راشیشناس تولید شد. مستندی کوتاه که وی از مناظر روستای زادگاهش ساخته بود. پس از او ولادیسلاو استارویچ در همان سال فیلم کوتاه در کنار رودخانه نیمان را ساخت. حدود ۱۰ سال بعد اولین فیلم خبری لیتوانیایی ساخته اوگنیس دوناژواس در سال ۱۹۲۱ در سینماها به نمایش درآمد.
در سال ۱۹۲۶ اولین شرکت تولید فیلم و هم‌چنین اولین آموزشگاه فیلم در ویلنیوس تأسیس شدند. در سال ۱۹۲۷ فیلم کوتاه پدر دلسوز توسط استودیو لیت‌فیلم تولید شد. سال ۱۹۲۷ دوران اوج فیلم‌سازی مستند در لیتوانی است. مهمترین سینماگران لیتوانی در این دوران جورگیس لینارتاس و ولاداس سیپایتیس بودند. در سال ۱۹۳۱ اولین هفته‌نامه سینمایی لیتوانیایی با نام خبرهای سینما (Kino naujienos) منتشر شد. ۲ فیلم مدافع سرباز لیتوانی (۱۹۲۸) و اولیتر جولنیس (۱۹۳۱) با تهیه‌کنندگی شرکت فیلمسازی Akis برجسته‌ترین فیلم‌های آن دوران هستند.

## سینمای ۱۹۴۰ تا ۱۹۹۰
پس از اشغال لیتوانی توسط ارتش سرخ شوروی و ایجاد جمهوری سوسیالیستی لیتوانی، استودیو خبری لیتوانی ایجاد شد. این سازمان در سال ۱۹۶۲ به استودیو فیلم لیتوانی Lietuvos kino studija تغییر نام داد.
اولین فیلم تولید شده پس از اشغال لیتوانی با مشارکت موس‌فیلم انجام گرفت. این روند تولید مشترک فیلم با دیگر جمهوری‌های شوروی به عنوان یک سیاست کمیته فرهنگی حزب کمونیست شوروی تا سال ۱۹۵۳ و زمان مرگ استالین ادامه یافت. ۳ فیلم بسیار مهم این دوران افق آبی (۱۹۵۷) ساخته ویتاوتاس میکالائوسکاس و احساسات (۱۹۶۸) ساخته الجیریس داوسا و آلمانتاس گریکیویشیوس و جنگهای صلیبی شمالی (۱۹۷۲) ساخته ماری یوناس گیدریس قابل اشاره هستند.
گیسیس لوکسس، هنریکاس سابلویشیس، آریناس شبریناس و رایمونداس وابالاس از مهمترین سینماگران بدنه سینمایی لیتوانی بودند. جدای از این سینمای لیتوانی برای اولین بار در رده جهانی نیز درخشید و ده سال ناهار (۱۹۸۷) ساخته آویوا اسلزین برنده جایزه اسکار بهترین فیلم مستند شد.

## سینمای مدرن
۱۰ سال پس از استقلال لیتوانی، بدنه سینمایی این کشور به طرز قابل اعتنایی رشد کرده بود. در این فاصله ۲ فیلم بلند سینمایی و بیش از ۱۰ مستند بلند تولید شده بود. ویتوتاس ژالاکویچیوس با فیلم جانوری که از دریا بیرون می‌آید (۱۹۹۲) و آلگیمانتاس پویپا با فیلم گردن بندی از دندان گرگ (۱۹۹۷) در دهه ۹۰ برنده جایزه‌های مختلفی برای سینمای لیتوانی شدند و هم چنان روند رو به رشد سینمای مستند نیز در این کشور دنبال می‌شد. شاروناس بارتاس، آندریوس استونیس، آریناس ماتلیس، آدریوس جوزیناس و جانینا لاپینسکایت از دیگر چهره‌های موفق این دوران بدنه سینمایی لیتوانی بودند.
شاروناس بارتاس با ۳ فیلم راهرو (۱۹۹۵)، خانه(۱۹۹۷) و سرمازده (۲۰۱۷) از پرکارترین کارگردان‌های لیتوانیایی است. هم‌چنین سرما زده در بخش دو هفته کارگردانان هفتادمین جشنواره فیلم کن انتخاب شد.
اینگه‌بورگا داپکونایته موفق‌ترین بازیگر زن سینمای لیتوانی است. از فیلم‌های او می‌توان به هفت سال در تبت، آفتاب‌سوخته، سایه خون‌آشام، خیزش هانیبال، شرلوک هولمز و بوسه زندگی اشاره کرد.
رابرت زمکیس نیز به عنوان یک کارگردان با تبار لیتوانیایی همواره مورد احترام بوده‌است. در سال ۲۰۱۱ با تشکیل مؤسسه گروه فیلم ویلنیوس Vilnius Film Cluster زمینه همکاری با اچ بی‌او و نتفلیکس فراهم آمد.
روند تولید مشترک با گروه فیلم ویلنیوس در سال بعد بسیار پربار بود چنانچه گاهی چند استودیو و کمپانی فیلم‌سازی همزمان در لیتوانی برای تولید فیلم حضور داشتند. اگرچه مینی سریال چرنوبیل (۲۰۱۹) احتمالاً از مهمترین تولیدات مشترک با لیتوانی است اما سریال‌هایی مانند چیزهای عجیب (۲۰۱۶) و کاترین کبیر (۲۰۲۰) به ترتیب با نتفلیکس و بی‌بی‌سی مهمترین تولیدهای مشترک منظور می‌شوند.

## آمار و ارقام
در حال حاضر در لیتوانی نزدیک به ۱۰۰ سالن مدرن نمایش فیلم وجود دارد. سرانه تولید سالیانه این کشور ۲۹ فیلم بلند، ۵ فیلم مستند و ۷ فیلم انیمیشن است. جمعیت سینماروی این کشور نیز سالیانه ۴ میلیون نفر برآورد شده‌اند.